# Proteuxoa imparata
Proteuxoa imparata är en fjärilsart som beskrevs av Walker 1856. Proteuxoa imparata ingår i släktet Proteuxoa och familjen nattflyn. Inga underarter finns listade i Catalogue of Life.